# Eubazus calyptoides
Eubazus calyptoides är en stekelart som först beskrevs av Martin 1956.  Eubazus calyptoides ingår i släktet Eubazus och familjen bracksteklar. Inga underarter finns listade i Catalogue of Life.